# Manuscrito hallado en una botella
Manuscrito hallado en una botella o Manuscrito encontrado en una botella (en inglés: MS. Found in a Bottle) es un cuento de terror del escritor estadounidense Edgar Allan Poe publicado por primera vez en el periódico Baltimore Saturday Visiter el 19 de octubre de 1833. El autor recibió por él un premio literario dotado con 50 dólares.
La trama sigue a un narrador anónimo en alta mar que se encuentra en una serie de circunstancias angustiosas. A medida que se acerca a su desastrosa muerte mientras su barco se dirige hacia el sur, escribe un manuscrito, en el que relata sus aventuras y que arroja al mar. Algunos críticos creen que el relato es una sátira de los típicos cuentos marinos.

## Publicación

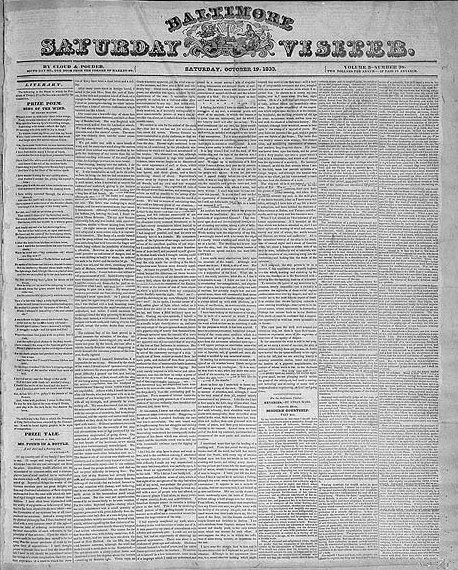
Portada del Baltimore Saturday Visiter del 19 de octubre de 1833.

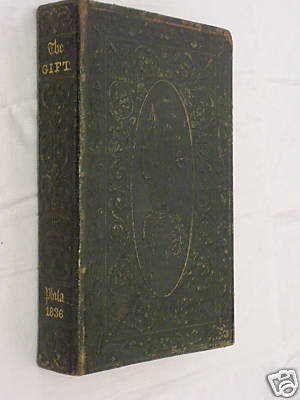
Ejemplar de The Gift: A Christmas and New Year's Present, que contiene Manuscrito hallado en una botella. Carey and Hart, Filadelfia, 1836.

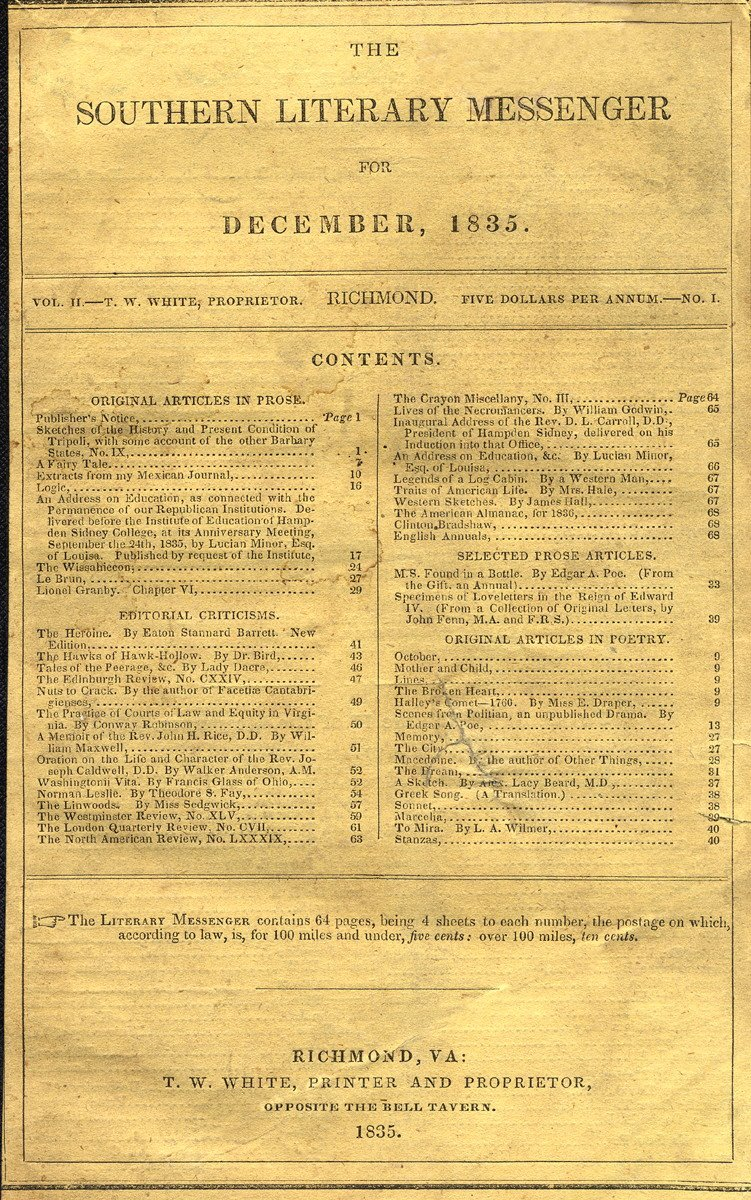
Número de diciembre de 1835 del Southern Literary Messenger, con Manuscrito hallado en una botella (p. 33) y Politian (p. 13) de Edgar Allan Poe.

## Argumento
Un narrador anónimo, alejado de su familia y de su país, se embarca como pasajero en un carguero procedente de Batavia (actual Yakarta) con destino a las Islas de la Sonda. Al cabo de unos días de viaje, el barco se encuentra en calmas y, a continuación, sufre un simún (una combinación de tormenta de arena y ciclón tropical) que hace zozobrar el barco y lanza por la borda a todo el mundo excepto al narrador y a un viejo sueco. Impulsado hacia el sur por el mágico simún, en dirección al Polo Sur, el barco del narrador acaba chocando con un gigantesco galeón negro, y sólo el narrador consigue subir a bordo.
Una vez a bordo, el narrador encuentra mapas anticuados y herramientas de navegación inútiles por todo el barco, cuyas maderas parecen haber crecido o expandido con el tiempo. Pronto descubre que toda la tripulación está formada por ancianos que no se fijan en él y deambulan por el barco, perdidos en sus pensamientos. No tiene sentido esconderse de ellos, ya que no quieren ver al narrador. En el camarote del capitán consigue material de escritura para escribir un diario (el «manuscrito» del título) con los sucesos que atestigua. El barco sigue avanzando hacia el sur y él se da cuenta de que la tripulación parece mostrar signos de esperanza ante la perspectiva de su destrucción al llegar a la Antártida. El barco entra en un claro en el hielo, donde queda atrapado en un inmenso remolino y comienza a hundirse en el mar.
El lector conoce toda esta historia a través del manuscrito que el narrador, aparentemente, logra meter en una botella y arrojarlo por la borda en el último momento antes de morir.

## Análisis
Tanto dicho desenlace como la historia al completo (empezando por el mágico título que cierra prospectivamente la trama y le aporta verosimilitud), pueden calificarse, en efecto, de fantásticos en el sentido que otorgaba a dicho término Julio Cortázar. Se trata de un relato muy propio de su autor, pero que no guarda una relación clara con sus otros grandes relatos oscuros. Si estos discurren en general por cauces morbosos, macabros o terroríficos ("El Gato Negro", "El barril de amontillado", "La caída de la casa Usher"...), el "Manuscrito", sin dejar de profesar el escalofrío, solo puede calificarse, al igual que el navío que le sirve de escenario y la avejentada tripulación protagonistas, de extraño, siendo al mismo tiempo, se insiste, exponente claro y ejemplar de la literatura fantástica, sin más. 
Desde la perspectiva del presente, nadie podría discutir que este cuento, debido a la atmósfera onírica y alucinógena que domina en él, a la absurda y esquinada actitud de los personajes, al propio ambiente marino turbio y neblinoso, podría pasar perfectamente por surrealista, y de hecho como tal fue valorado por dicha corriente artística a principios del siglo XX.
"Manuscrito hallado en una botella" se cuenta, por tanto, dentro del grupo de narraciones de su autor que cabría denominar intemporales. Aquí pueden incluirse "El hombre de la multitud", "El corazón delator", "Silencio" y "El poder de las palabras". La lista podría alargarse, pero acerca de los citados, cabría preguntarse qué elemento interno de su estructura, que no sea accesorio, identifica a estos relatos concretos como de su época. Son todos ellos descaradamente modernos o, si se quiere, descaradamente precursores de lo moderno. 
La historia en general entraña una simple, aunque poderosamente construida alegoría fantasmagórica, y quizá sería mucho aventurarle como temas adyacentes la tristeza de la vejez, la incomunicación, el fatalismo como inherente a toda aventura vital.
Un breve epígrafe es una línea de la ópera Atis de  Philippe Quinault:

Qui n’a plus qu’un moment à vivre, n’a plus rien à dissimuler.
Quien no cuenta más que con un momento de vida, no tiene nada que disimular.
Quinault, Atis (1676)

#### El Holandés Errante

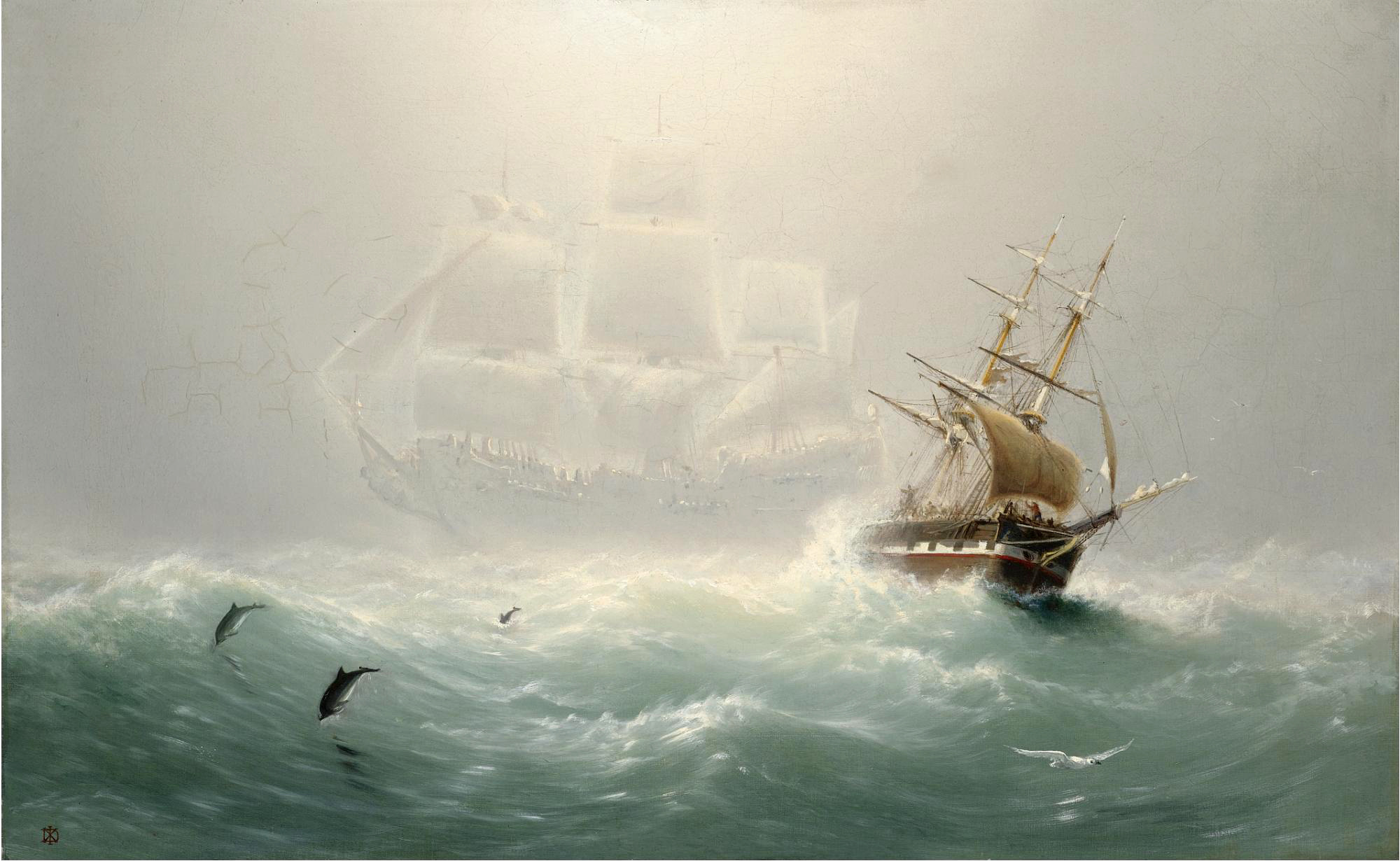
El Holandés Errante por el pintor estadounidense Charles Temple Dix (1838-1873).

#### Tierra hueca

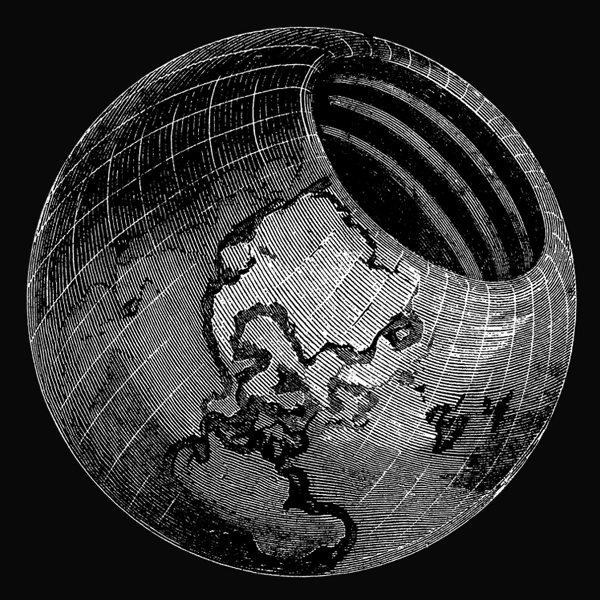
Ilustración de la idea de John Symmes de una Tierra hueca.

### Características artísticas

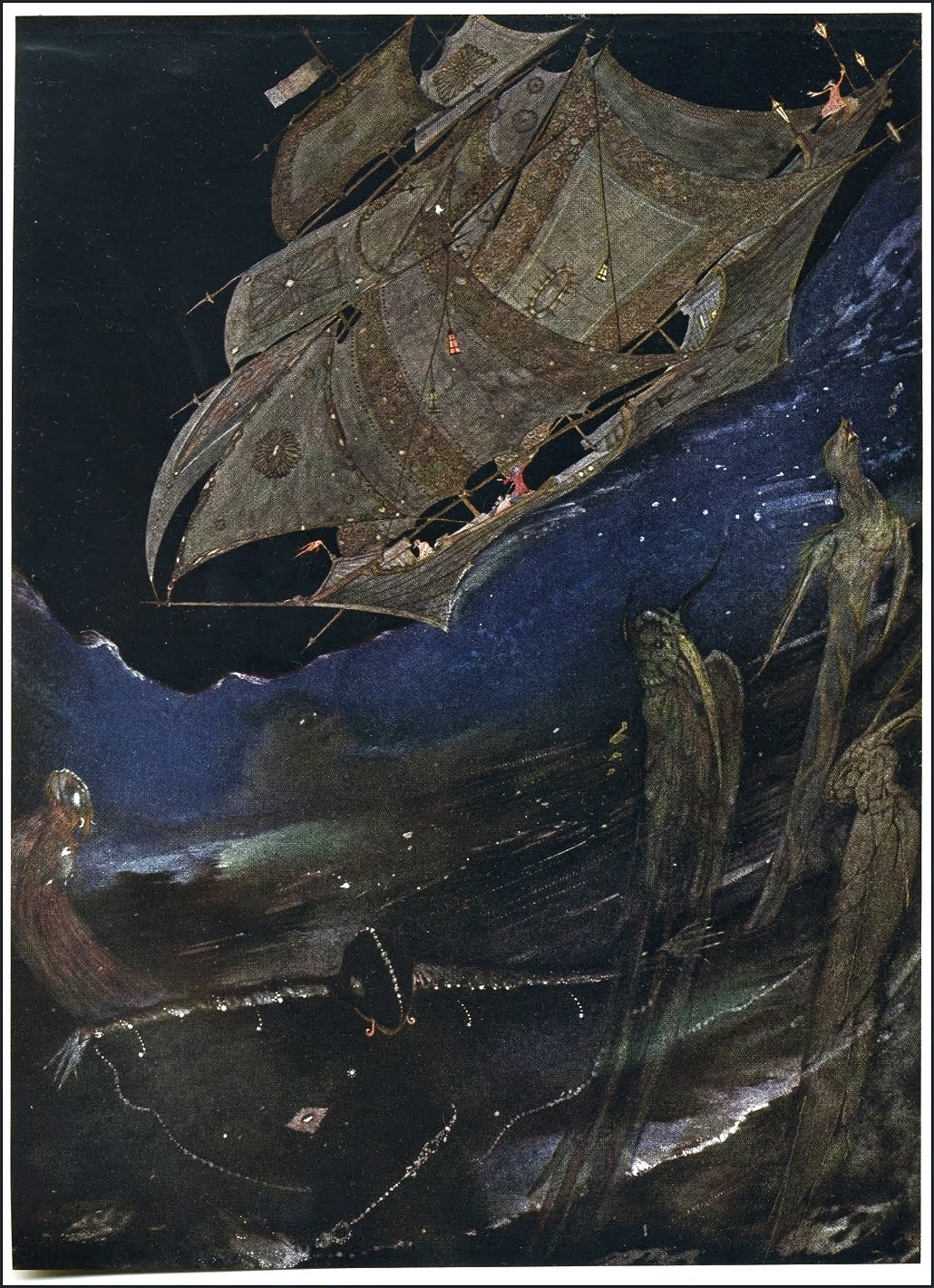
"Y otras olas colosales levantaban por encima de nosotros sus crestas como demonios del abismo". Ilustración de Harry Clarke, 1923.

## Recepción crítica y legado

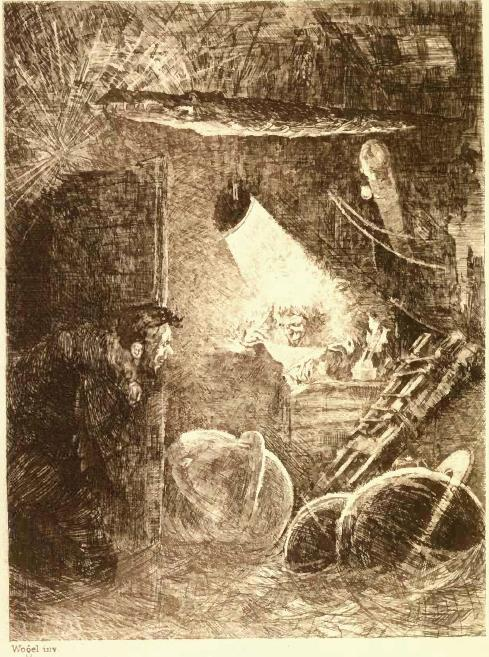
Ilustración del relato por "Wogel" para una primera edición.